# 사이토 류지
사이토 류지(일본어: 才藤 龍治, 1993년 3월 12일 ~ )는 일본의 축구 선수이다. 현재 J2리그의 블라우블리츠 아키타에서 뛰고 있다.

## 구단 경력
그는 2015년부터 J리그의 FC 류큐, 카탈레 도야마, SC 사가미하라, 블라우블리츠 아키타에서 뛰었다.